# Titusbrevet
Titusbrevet är en skrift som ingår i Nya Testamentet. Brevet är ett av pastoralbreven. Enligt traditionen blev Titus biskop på Kreta.